# Crise diplomatique entre la Suisse et la Libye
La crise diplomatique entre la Suisse et la Libye fait suite à l’arrestation d’Hannibal Kadhafi à Genève le 15 juillet 2008 pour mauvais traitements envers ses domestiques.

## Déroulement de la crise
Hannibal Kadhafi, le fils du dirigeant de la Jamahiriya arabe libyenne Mouammar Kadhafi, est arrivé en Suisse au cours de l'été 2008 afin d'accompagner sa femme, qui devait accoucher dans une clinique privée de la Riviera lémanique. Les époux séjournent à l'hôtel Président Wilson. Les employés de l'hôtel alertent alors la police à la suite de mauvais traitements dont ils sont témoins et les époux sont arrêtés le 16 juillet 2008.
Le couple est inculpé de « lésions corporelles simples, menaces et contraintes » envers leurs domestiques par le juge d'instruction Michel-Alexandre Graber. Deux gardes du corps sont également inculpés pour avoir tenté de résister à la police. Lors de l'interpellation, l'épouse d’Hannibal Kadhafi, enceinte de près de neuf mois, fait un malaise et doit être emmenée aux hôpitaux universitaires de Genève, tandis qu’Hannibal Kadhafi passe deux nuits en détention préventive. Les époux Kadhafi sont libérés deux jours plus tard après dépôt d'une caution de 500 000 francs suisses. Le politologue Riadh Sidaoui déclare qu'on a touché à l'intouchable en arrêtant Hannibal Kadhafi, expliquant que l'on a ainsi infligé une grande blessure à la famille Kadhafi,.

### Réaction libyenne
Il apparaît très rapidement que les autorités de la Jamahiriya arabe libyenne, en particulier Mouammar Kadhafi, considèrent cette arrestation comme une humiliation. Ainsi le 18 juillet 2008, Aïcha Kadhafi, la sœur d’Hannibal, se rend à Genève pour dénoncer le « comportement raciste » des autorités suisses et annoncer qu'il y aura une réponse.
La Libye lance alors une série de représailles à l'encontre de la Suisse. Deux ressortissants, à savoir Max Göldi, directeur du groupe ABB à Tripoli, et un Tuniso-Suisse du nom de Rachid Hamdani, agent d’une société suisse de construction, sont arrêtés par la Libye au prétexte qu'ils ne disposent pas de visa en règle et se retrouvent ainsi pris en otages. Dans le même temps, la Libye interdit la délivrance de visas aux citoyens suisses, annonce le retrait massif d'avoirs libyens des banques suisses et l'arrêt des livraisons de pétrole,. Par ailleurs, le frère de l'un des domestiques plaignants est arrêté en Libye et ne sera libéré qu'en août 2009, sur pression de l'ONU.
Enfin, le 23 décembre 2008, la Libye supprime les liaisons effectuées par la compagnie aérienne Swiss.
Le dirigeant libyen réclame des excuses et des sanctions contre les policiers genevois qui ont arrêté Hannibal Kadhafi et son épouse.

### Premières réactions suisses
Dans un premier temps, le gouvernement suisse ne réagit pas, au motif que la justice et la police sont du ressort des cantons. Attaqué par la diplomatie libyenne, le gouvernement fédéral tentera vainement d'expliquer qu'il ne peut pas transgresser la séparation des pouvoirs et prendre position sur une affaire qui n'est pas de sa compétence.
Puis, le 3 septembre 2008, les deux ex-employés de Kadhafi retirent leurs plaintes, classant dès lors l'enquête en cours et permettant la restitution de la caution versée par les époux.
Dès lors, la Suisse va tenter de calmer le jeu, et l'affaire va s'enliser pendant près de six mois, ponctuée de régulières remises en question de la légalité de l'arrestation sur le fond comme sur la forme, des critiques non admises par Genève qui dénoncera aussi le manque de soutien de Berne.
À l'occasion du Forum économique mondial, vers la fin du mois de janvier 2009, la Suisse entame avec Saïf al-Islam Kadhafi, un autre fils de Kadhafi, des négociations qui débouchent sur une proposition de règlement remise par la Suisse à la Libye. Cette démarche suscite de nombreux espoirs mais n'entraîne aucune avancée notable, si ce n'est un début de remise en question par la Suisse de l'attitude de la police genevoise. Puis de nouveau l'affaire s'enlise pendant de longs mois.

### Excuses de Hans-Rudolf Merz et premier accord

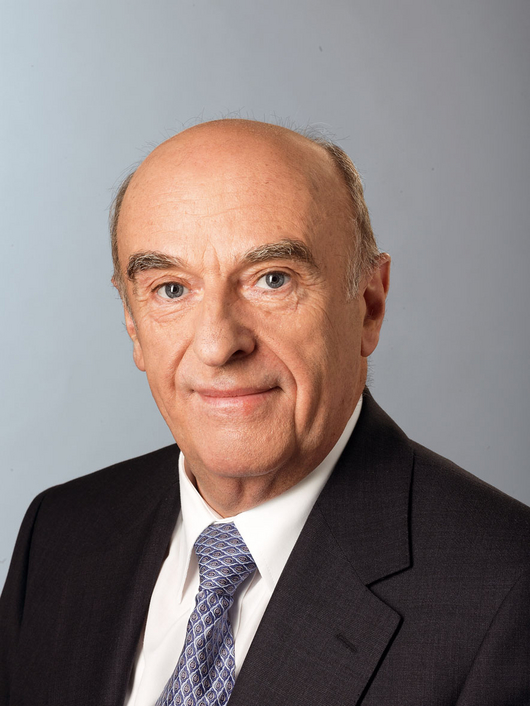
Le président de la Confédération suisse en 2009, Hans-Rudolf Merz.

Puis soudain, le 20 août 2009, le président de la Confédération suisse, Hans-Rudolf Merz, se rend en Libye, afin d’y présenter les « excuses officielles de la Suisse concernant l'arrestation injuste » d’Hannibal Kadhafi. Parallèlement, la création d'un tribunal arbitral international est annoncée. Ce voyage inopiné, tout comme ces excuses, soulève une vague d'indignation au sein de la population suisse et du monde politique. Toutefois, Hans-Rudolf Merz assume l'entière responsabilité de sa démarche, assurant qu'il n'y avait pas d'autre solution, eu égard à la détérioration inexorable de la situation.
En conséquence, les citoyens suisses retenus prisonniers auraient dû être libérés avant le 1er septembre 2009. Mais c'est le contraire qui se produit et ceux-ci disparaissent en octobre 2009, sans que personne, ni les familles ni le gouvernement suisse, ne sache où ils sont. Dès lors, le Conseil fédéral changera quelque peu de ton et parlera d'enlèvement.
Se rendant compte que l'affaire n'a pas notablement progressé, malgré les excuses de Hans-Rudolf Merz, le gouvernement change de stratégie et, le 4 novembre 2009, la Suisse suspend l'accord de normalisation signé au mois d'août. Dans le même temps, le parlement, au travers de la commission de politique extérieure, propose au gouvernement d'interdire la remise de visa aux citoyens libyens ; cette proposition sera finalement acceptée par le Conseil fédéral.
Parallèlement à ce changement de cap, alors que la Suisse s'était jusqu'à présent efforcée de résoudre la crise toute seule, Amnesty International, les États-Unis, l'Espagne et l'ONU indiquent être disposés à intervenir dans la crise sur demande de l'une des parties.
De ce fait, le 9 novembre le Département fédéral des affaires étrangères annonce le retour des otages à l'ambassade de Suisse à Tripoli, sans explication de la part des autorités libyennes sur leur disparition durant près de deux mois,. Hasni Abidi, directeur du Centre d'études et de recherche sur le monde arabe et méditerranéen à Genève, estime que cette volte-face des autorités libyennes est la conséquence du changement de ton de la Suisse.
Parallèlement, on apprend que la Suisse examine au cas par cas chaque demande de visa Schengen en provenance de Libye. En tant qu'État membre, la Suisse peut très bien refuser un visa pour l'ensemble du territoire Schengen. Si un visa Schengen est refusé, le demandeur doit obtenir un visa pour chaque pays où il souhaite se rendre, ce qui complique son voyage.

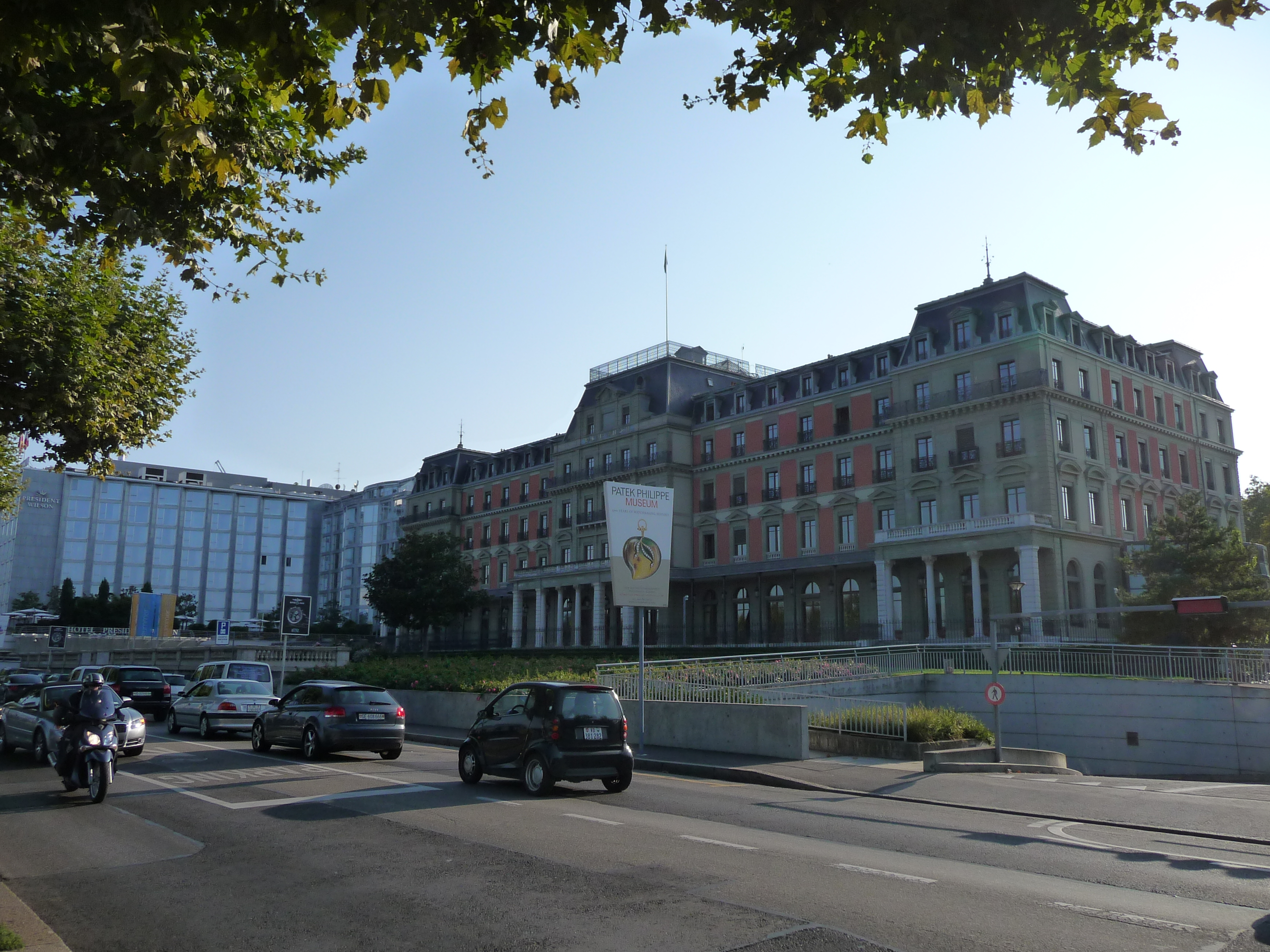
Au fond à gauche, l'hôtel Président Wilson où fut arrêté Hannibal Kadhafi.

### Demande de démantèlement de la Suisse par la Libye auprès de l'ONU
Peu auparavant, profitant de la présidence libyenne de l'Assemblée générale de l'ONU, Mouammar Kadhafi a demandé que la Suisse soit démantelée et a déposé une requête en ce sens à l'ONU. Son idée était de dépecer la Confédération suisse en attribuant la Suisse alémanique à l'Allemagne, la Suisse romande à la France et le Tessin à l'Italie - sans compter le canton des Grisons, où un tiers de la population parle le romanche. Cette demande a été immédiatement rejetée par l'ONU puisque la charte de l'Organisation interdit ce genre de demande,,,.

### Première condamnation des otages
Lundi 30 novembre 2009, la justice libyenne condamne à seize mois de prison et deux mille dinars d'amende (1 600 francs suisses) les deux Suisses, retenus depuis plus de 500 jours, pour « violation des règles sur les visas » et qui devaient encore être jugés deux fois pour d'autres infractions présumées, telles que la fraude fiscale. Les deux Suisses ont indiqué vouloir faire recours contre cette décision.
Des médias ont noté que la Libye exploitait les résultats de l'Initiative populaire « Contre la construction de minarets » pour augmenter la pression contre la Suisse.
Les réactions en Suisse sont très diverses. Ainsi, si Hans-Rudolf Merz y voit une raison d'espérer un retour à l'état de droit, beaucoup de parlementaires jugent que le procès n'est qu'un « simulacre ». Par ailleurs, le sociologue Jean Ziegler estime qu'il faut maintenant s'attendre à recevoir une demande de rançon en échange de la libération des deux otages.
Quelques jours plus tard, Amnesty International invite la population à exprimer son soutien aux deux Suisses retenus en Libye en leur envoyant des messages via Internet.

### Libye sur liste noire
Face à l'impasse devant laquelle elle se trouve depuis l'échec des excuses présentées, la Confédération suisse crée une liste d'environ 188 personnes interdites d'entrée sur le territoire suisse, qui se voient également refuser tout visa européen grâce aux accords de Schengen.
Tout d'abord, l'Europe et la Libye ne réagissent pas, mais quelque temps plus tard, la Libye va à son tour interdire la délivrance de visa aux citoyens de pays de l'espace Schengen, poussant l'Europe à réagir notamment après que certains de ses citoyens se voient refuser l'accès au pays dirigé par le colonel Khadafi.
À la suite de ces perturbations, l'Italie a reproché à la Suisse d'avoir « pris en otage les autres pays de l'Espace Schengen ». Le soutien apporté par la France et l'Union européenne à la Suisse est également jugé assez timide.
Pressés par l'Union européenne, qui obtient la levée réciproque des restrictions à l'octroi de visas au début de l'année 2010, les pourparlers reprennent à Madrid, ce qui fait renaître un espoir de dénouement rapide de la crise.

### Condamnation en appel
Néanmoins, quelques jours plus tard, la Libye remet un ultimatum à la Suisse afin qu'elle lui livre les ex-otages, toujours réfugiés à l'ambassade suisse de Tripoli. Devant la menace d'un coup de force, plusieurs diplomates européens se rendent dans la mission suisse afin de montrer leur solidarité avec la Confédération suisse. Cette dernière doit défendre la manière dont elle a édicté la liste des personnes interdites de visa Schengen. Les ex-otages se livrent finalement aux forces de sécurité libyennes.
Le 11 janvier 2010, Max Göldi est condamné en appel à quatre mois de prison ferme pour « séjour illégal » et à une amende de huit-cents dollars américains pour « activités économiques illégales ». Rachid Hamdani est quant à lui blanchi et, le lundi 22 février, se voit remettre un visa de sortie et quitte alors la Libye.

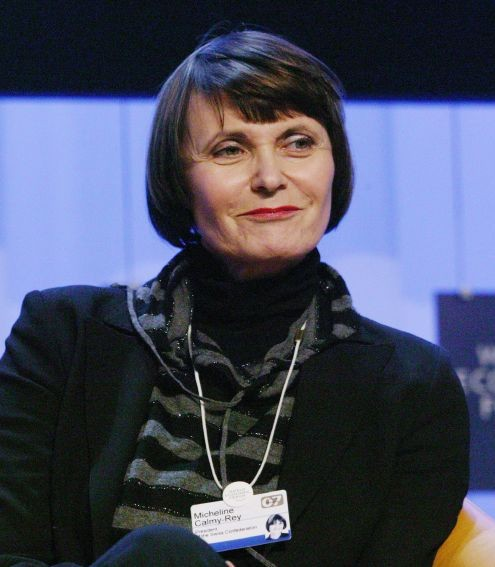
Micheline Calmy-Rey, conseillère fédérale chargée du département des affaires étrangères.

Max Göldi est finalement libéré le 12 juin 2010 après avoir purgé ses quatre mois de détention, sans que ne soit pris en compte par la justice libyenne les jours passés en prison lors de son « kidnapping ». Il est de retour en Suisse le 14 juin à 1 h 20 du matin ; après l’atterrissage de l'avion qui le ramenait à Zurich, il est reçu par la conseillère fédérale Micheline Calmy-Rey et le ministre des Affaires étrangères espagnol[pourquoi ?] Miguel Ángel Moratinos.

### Second accord
Le 24 mai 2010, la Suisse et la Libye signent un nouvel accord, garanti par l'Espagne et l'Allemagne, qui entérinent le premier document signé en 2009 par les deux parties tout en modifiant en partie son contenu. Ainsi, il est toujours prévu d'avoir recours à un tribunal arbitral pour trancher la légalité de l'arrestation d’Hannibal Kadhafi, mais à Berlin et non plus à Londres, et la Suisse doit une nouvelle fois s'excuser pour la publication des photos prises lors de l'arrestation de celui-ci et payer des compensations financières dont le montant ne sera pas rendu public. L'accord ne cite pas nommément Max Göldi mais prévoit néanmoins que la Libye accélérera le traitement de la demande de grâce de ce dernier. Finalement, celle-ci sera refusée.

## Conséquences en Suisse

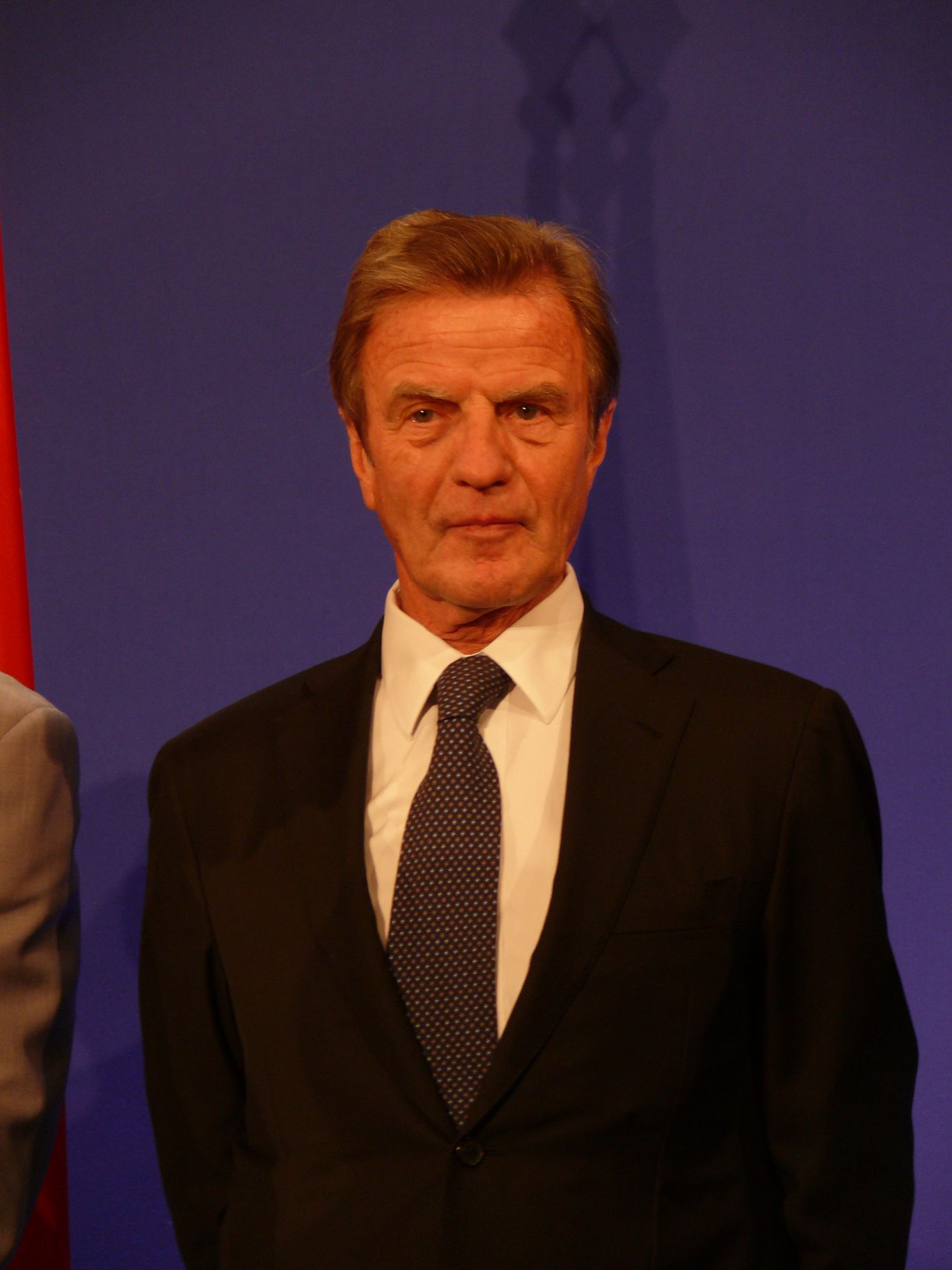
Bernard Kouchner, ministre des Affaires étrangères français, qui par ses déclarations crée une polémique en Suisse et renforce le sentiment d'abandon ressenti par la population suisse.

D'une durée relativement longue, la crise entre la Libye et la Suisse marque profondément la fin de la décennie en Suisse. Elle cause de nombreuses réactions dans l'opinion publique locale. Ainsi, durant la campagne précédant l'initiative populaire visant à l'interdiction de la construction de minarets sur le territoire suisse, adoptée par votation le 30 novembre 2009, certains milieux[évasif] ont craint que les démêlés suisses avec la Libye n'aient provoqué une réaction de rejet par amalgame de la communauté musulmane.
Un sentiment d'abandon est également apparu lors de cette affaire. Ainsi, certains journaux se sont fait écho du ressentiment de la population vis-à-vis de ses voisins directs qui ne les soutiendraient pas assez, en particulier la France et l'Italie. Selon l'ambassadeur de Suisse auprès de l'ONU, cet isolement serait néanmoins une fausse impression et ne se vérifierait pas dans les faits.
La réaction européenne à la suite de l'annonce libyenne de ne plus fournir de visas aux citoyens de l'espace Schengen semble également avoir créé certains remous dans l'opinion, notamment à la suite des déclarations de Bernard Kouchner, ministre français des Affaires étrangères, qui ironise sur la décision suisse d'utiliser les accords de Schengen dans cette crise : « Voilà la Suisse membre de l'Union européenne... ». La réaction italienne sera également sujette à polémique après que le ministre des Affaires étrangères italien Franco Frattini a dit que la Suisse prenait « l'Europe en otage ».

### Embargo sur le pétrole
Au cours de l'été 2008, l'État libyen décrète un embargo sur la fourniture de pétrole brut en Suisse. L'Azerbaïdjan prend le relais des fournitures libyennes. Selon l'Office fédéral de l'énergie, cet embargo n'a eu aucun effet sur les prix et l'approvisionnement.

### Mises en cause politiques
Cette crise provoque également des tensions politiques en Suisse. Il est en effet reproché au gouvernement de ne pas avoir pris assez rapidement la mesure de la crise et d'avoir réagi trop mollement en renvoyant la Libye auprès de la justice genevoise. Le président de la Confédération en 2009, Hans-Rudolf Merz, est particulièrement critiqué pour les excuses qu'il a adressées à la Libye et sa gestion en général de la crise est grandement remise en cause. Micheline Calmy-Rey, qui était chargée des affaires étrangères tout au long de la crise, n'échappe pas non plus aux critiques, particulièrement pour sa communication et le manque de collaboration entre les deux conseillers fédéraux : ainsi, Hans-Rudolf Merz s'est excusé au « nom du peuple suisse » alors qu'il n'avait pas informé le Département fédéral des affaires étrangères, ni même le Conseil fédéral, des buts de son voyage et Micheline Calmy-Rey contredit en pleine conférence de presse, par SMS, les propos du président de la Confédération alors en fonction.
D'une manière générale, cette crise permit de mettre en exergue certains défauts du système politique suisse. Un rapport de la commission de gestion du parlement suisse, chargée de la surveillance du fonctionnement du gouvernement, dresse ainsi une liste de mesures pour éviter la répétition des erreurs de gouvernance constatées lors de la crise.

### Projet avorté d'exfiltration
La presse a révélé que le gouvernement avait envisagé rapidement de recourir au DRA10, une unité de l'armée, pour exfiltrer les otages. Néanmoins, la communication autour de ce projet est jugée déficiente et la commission de gestion estime même que le Département fédéral des affaires étrangères a outrepassé ses prérogatives en amorçant la préparation d'une possible opération militaire sans aucun mandat du gouvernement.
Cette même commission note que les indiscrétions qui ont amené à la suspension du projet ne peuvent venir que de l'entourage du gouvernement, c'est donc une critique quant à l'incapacité gouvernementale de maintenir le secret sur certaines de ses activités.

## Rôle de l'Union européenne
À l'origine, la Suisse espère résoudre cette crise seule, sans avoir recours à des États tiers. Ainsi, elle ne réagit dans un premier temps pas officiellement aux offres de médiation de l'ONU ou d'autres États.
Si jusqu'au début de février 2010, l'Union européenne s'est plutôt faite discrète sur ce dossier, l'interdiction de territoire prononcée le 16 février par la Libye à l'encontre des citoyens de l'espace Schengen l'amène à devoir s'en saisir à bras le corps. L'Union européenne décide alors de jouer un rôle de médiateur. La Suisse et la Libye se rencontrent une première fois à Madrid sous la présidence du Conseil de l'Union européenne et deux jours plus tard à Berlin.
Dans la nuit du dimanche 21 février au lundi 22 février 2010, la Libye annonce que si Max Göldi ne se rend pas à la justice avant l'ultimatum, elle prendra d'assaut l'ambassade de Suisse. Elle permet cependant à Hamdani de quitter le pays pour la Tunisie. Elle encercle l'ambassade de Suisse et Max Göldi est emmené par la police libyenne. Amnesty International dénonce et demande la libération immédiate de ce dernier. Auparavant, Silvio Berlusconi aurait appelé Kadhafi durant la nuit afin d'éviter que le conflit dégénère. Les ambassades d’Espagne, de France, d’Allemagne, d’Autriche, de Pologne, de Grande-Bretagne et des Pays-Bas dépêchent leurs ambassadeurs à l'ambassade de Suisse en signe de solidarité.
Lors de la libération de Max Göldi, la présidente de la Confédération suisse Micheline Calmy-Rey remerciera néanmoins l'Espagne, l'Allemagne ainsi que « tous [les] partenaires européens » pour leur soutien dans cette affaire.

## Devenir du tribunal arbitral
Si les otages sont bien rentrés chez eux et qu'un accord a été signé, il reste néanmoins la question du tribunal arbitral qui devait être mis en place dans les quarante jours suivant le retour de Max Göldi et devait ensuite statuer sur la légalité de l'intervention de la police genevoise, à charge pour la Suisse de punir ensuite les éventuels coupables. Bien que sa composition ait été annoncée en 2011 par les deux États concernés, il ne s'est pas réuni et la Libye semble n'avoir pas eu grand intérêt, au cours de l'année 2010, à la création de ce tribunal auquel le régime tenait tant. Bien plus, à la suite de la révolte libyenne de 2011, Micheline Calmy-Rey suspend les travaux préparatoires du tribunal arbitral et souhaite que la justice suisse intente une action pour « enlèvement » contre le régime de Mouammar Kadhafi. Selon elle, la situation a totalement changé, la Libye ne pouvant plus porter préjudice à la Suisse. Par la même occasion, les rares avoirs libyens encore présents dans le pays, ceux qui n'auraient pas été retirés lors de la crise, ont été gelés par le Conseil fédéral, le 24 janvier 2011.